# Битва при Лёвене (891)
Битва при Лёвене — произошедшее 1 сентября 891 года сражение между восточными франками и викингами, в результате которого прекратились набеги норманнов на территории современных Бельгии и Нидерландов. О самой битве известно благодаря «Фульдским анналам».
Силы франков возглавил Арнульф Каринтийский. Войско Восточно-Франкского королевства нанесло столь сильное поражение викингам, что «трупы убитых норманнов забили русло реки». После победы Арнульф построил укрепление на небольшом острове на реке Диль.
«Фульдские анналы» — это первый исторический источник, в котором упоминается город Лёвен.